# 59804 Dickjoyce
59804 Dickjoyce este un asteroid din centura principală de asteroizi.

## Descriere
59804 Dickjoyce este un asteroid din centura principală de asteroizi. A fost descoperit pe 5 septembrie 1999 la Fountain Hills (Arizona) de Charles W. Juels. Asteroidul prezintă o orbită caracterizată de o semiaxă mare de 3,19 ua, o excentricitate de 0,06 și o înclinație de 9,4° în raport cu ecliptica.